# Narcis Dorin Ion
Narcis Dorin Ion (n. 5 iunie 1974, Pitești) este un istoric român.
A fost director al Direcției Muzee, Colecții, Arte Vizuale din Ministerul Culturii și Cultelor (2002-2003) și director general al Muzeului Național Bran (din  octombrie 2003 până în aprilie 2016).  Din 20 aprilie 2016 este manager al Muzeului Național Peleș din Sinaia.
Între 2014 și 2022 a fost vicepreședinte al Comitetului Național Român - ICOM. A fost membru al Comisiei Naționale a Muzeelor și Colecțiilor din cadrul Ministerului Culturii (2003-2004, 2013-2025). Membru al Uniunii Cineaștilor din România (2020). 
A absolvit, ca șef de promoție, Facultatea de Istorie a Universității din București (1997) și a obținut masteratul la aceeași facultate în 1998. Este doctor în istorie din 2006, cu tema Elitele și arhitectura rezidențială în Țările Române (sec. XIX-XX), lucrare distinsă cu Premiul „George Oprescu” al Academiei Române (2013).
Pentru lucrările sale istorice a fost distins cu Premiile „I.C. Filitti”, „Nicolae Iorga”, „Dinu C. Giurescu” și „Ion I.C. Brătianu” ale Fundației Culturale Magazin Istoric (2018, 2019, 2021, 2022, 2023), cu Premiul „Constantin Brâncoveanu” al Fundației Alexandrion (2018), și cu diploma „Meritul Academic” a Academiei Române (2022).

## Publicații
- Castele, palate și conace din România, vol. I, București, Editura Fundației Culturale Române, 2001 (reeditări în 2002 și 2003).
- București. În căutarea Micului Paris, București, Editura Tritonic, 2002 [7].
- Mogoșoaia. Trei secole de istorie (1702-2002), București, Editura Tritonic, 2002.
- Castelul Bran. Reședință a reginei Maria și a prințesei Ileana, București, Editura Tritonic, 2003 (ediție apărută și în limba engleză).
- Regimul comunist din România. O cronologie politică (1945-1989), București, Editura Tritonic, 2003 (în colaborare cu Mihai Retegan și Cristina Păiușan).
- Gheorghe Tătărescu și Partidul Național Liberal (1944-1948), București, Editura Tritonic, 2003.
- Reședințe și familii aristocrate din România, București, Institutul Cultural Român, 2007 (ediție apărută și în limba engleză; reeditări în 2008 și 2009).
- Elitele și arhitectura rezidențială în Țările Române (sec. XIX-XX), București, Editura Oscar Print, 2011.
- Monumente din București, Editura Noi Media Print, București, 2012 [3].
- București. Memoria unui oraș / Bucharest. Memory of a City, Institutul Cultural Român, 2012, ediție bilingvă (română-engleză). Traducere în limba engleză: Samuel Onn[4].
- Palate din București, București, Editura Noi Media Print, 2013.
- Carol al II-lea. Portretul unui rege, București, Editura Oscar Print, 2013.
- Karel Zdenek Liman. Arhitectul ceh al Casei Regale a României, București, Editura Igloo, 2013 (în colaborare cu Ruxanda Beldiman, Mircea Hortopan și Sorin Vasilescu).
- Palatul Sturdza de la Miclăușeni. File dintr-un album risipit, Iași, Editura Doxologia, 2015 (în colaborare cu Sorin Iftimi).
- Portretul unui aristocrat al spiritului. Convorbiri cu academicianul Dan Berindei, București, Editura Oscar Print, 2016 (reeditare, Editura RAO, 2019).
- Despre cultura de ieri și românii de azi. Convorbiri cu academicianul Răzvan Theodorescu, București, Editura RAO, 2017.
- Mărturia unui istoric singuratic. Convorbiri cu academicianul Dinu C. Giurescu, București, Editura RAO, 2018.
- Maria a României. Portretul unei mari regine, vol. I-II, Sinaia, Muzeul Național Peleș, 2018 (în colaborare cu Ion Bulei).
- Regele Carol I. Ctitorul României Moderne, vol. I-II, Sinaia, Muzeul Național Peleș, 2019 (în colaborare cu Ion Bulei, Nicolae Șt. Noica și Doina Păuleanu).
- Florica. Vatra Brătienilor, Ștefănești, Muzeul Național Brătianu, 2020.
- Carol al II-lea al României. Un rege controversat, vol. I, II, III, IV, V, Onești, Editura Magic Print, 2020-2021.
- Centenarul Încoronării. Alba Iulia. 1922, Onești, Editura Magic Print, 2022 (în colaborare).
- Vânătorile regale, Onești, Editura Magic Print, 2023 (în colaborare).
- Principele moștenitor Carol al României, Onești, Editura Magic Print, 2023.
- Familii și conace boierești din Moldova, București, Editura Vremea, 2024.
- București. În căutarea Micului Paris, București, Editura Vremea, 2024.
- Maria a României. Regină și artistă. Marie of Romania. Queen and Artist, București, Editura Universității din București, Bucharest University Press, 2024.
- Reședințe boierești și monumente din Iași, București, Editura Vremea, 2025.
- Regina Maria. Prin puterea destinului, București, Editura Ideea Europeană, 2025 (în colaborare).
- Principesa Elisabeta și palatul său din București, București, Editura Vremea, 2025.
- Regina Maria la Castelul Bran, Onești, Editura Magic Print, 2025.